# Station Osławica
Station Osławica is een spoorwegstation in de Poolse plaats Osławica.